# رينهولد جانز
رينهولد جانز (بالألمانية: Reinhold Ganz) طبيب سويسري، ولد في مدينة كارلسروه الألمانية سنة 1939م. درس الطب بجامعة كيل في ألمانيا وكذلك جامعة إنسبروك في سويسرا، وقد عمل لاحقاً كطبيب مقيم في مستشفيات ألمانيا وسويسرا، كما عمل لاحقاً في معهد علم الأمراض بجامعة بازل وكذلك في مركز الأبحاث بدافوس في سويسرا. بعدها قام بالالتحاق بقسم جراحة العظام في جامعة برن وقد أصبح لاحقاً أستاذاً ورئيساً لذات القسم في الجامعة وتحديداً في الفترة ما بين 1981 - 2004م. يعد جانز أحد أبرز جراحي المفاصل والعظام في العالم، وقد ابتكر عدة تقنيات جراحية في هذا المجال. نال جانز العديد من الجوائز منها جائزة نَسِمْ هابف التذكارية للجراحة من جامعة جنيف، وجائزة آرثر ستايندر من جمعية أبحاث العظام والمفاصل، وميدالية الشرف من الرابطة الألمانية لجراحة العظام والمفاصل لدى الأطفال. ، بالإضافة إلى حصوله على جائزة الملك فيصل العالمية في الطب سنة 1431 هـ/2010 م مشاركة مع جان بيير بيليتي وجوهان مارتل بيليتي.